# Tillandsia 'Silver Trinket'
Tillandsia 'Silver Trinket' es un  cultivar híbrido del género Tillandsia perteneciente a la familia  Bromeliaceae.
Es un híbrido creado en el año 1984 con las especies Tillandsia ionantha × Tillandsia chiapensis.